# Imaginație reproductivă
Imaginația reproductivă este folosită frecvent în activitatea școlară, atunci când, la o indicație verbală, elevul își imaginează obiecte, fenomene, întâmplări. El poate reconstitui, în plan mental, de exemplu, modul cum s-au format munții, cum trăiau oamenii în epoca fierului. Imaginația reproductivă permite o constituire a realității trecute sau prezente, care nu poate fi cunoscută direct, nemijlocit. Atunci când reconstituie un fapt real, răspunzând unei solicitări verbale, imaginația antrenează o construcție nouă. Imaginația se desprinde de concret, abandonează cursul firesc al evenimentelor, rearanjează datele despre real. Mai mult, imaginația trece dincolo de real, spre posibil. Depășește condiționarea trecutului și a prezentului, proiectându-se asupra viitorului.